# Jeremy Irvine

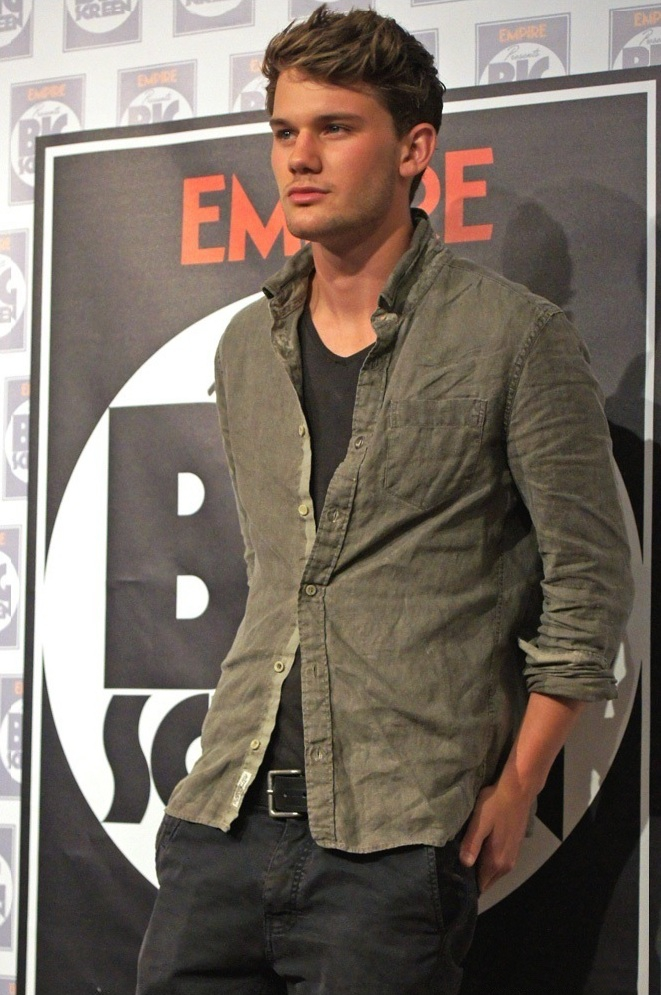
Jeremy Irvine

Jeremy Irvine (* 18. Juni 1990 in Cambridgeshire, England als Jeremy William Fredric Smith) ist ein britischer Schauspieler.

## Leben
Jeremy Irvine wuchs in dem Dorf Gamlingay in der Grafschaft Cambridgeshire auf. Er besuchte die Schule in Bedford, Bedfordshire und studierte danach an der London Academy of Music and Dramatic Art.
Seine erste Rolle erhielt er 2009 in der Fernsehserie Life Bites, wo er in mehreren Episoden die Figur des Luke spielte. 2010 trat er mit der Royal Shakespeare Company in dem Theaterstück Dunsinane von David Greig auf.
2011 wurde er für die Hauptrolle des Steven-Spielberg-Films Gefährten, welcher auf dem Buch War Horse von Michael Morpurgo basiert, besetzt und spielte die Rolle des Albert Narracott an der Seite von Emily Watson, Peter Mullan und David Thewlis.
Weitere Projekte von ihm waren 2012 eine neue Filmadaption von Charles Dickens Große Erwartungen unter der Regie von Mike Newell, in der er Pip verkörperte, sowie die Verfilmung Now Is Good nach dem gleichnamigen Buch von Jenny Downham. 2013 spielte er in dem Kriegsdrama Die Liebe seines Lebens neben Colin Firth, Nicole Kidman und Stellan Skarsgård. 2014 erhielt er die Hauptrolle im Film Stonewall. 2016 übernahm er in der Verfilmung des Romans Engelsnacht von Lauren Kate die männliche Hauptrolle des Daniel Grigori.
Seit seinem sechsten Lebensjahr leidet er an Diabetes.  2013 war Irvine für einige Monate mit der Sängerin Ellie Goulding liiert.

## Filmografie
- 2009: Life Bites (Fernsehserie, 12 Folgen)
- 2011: Gefährten (War Horse)
- 2012: Now Is Good – Jeder Moment zählt (Now Is Good)
- 2012: Große Erwartungen (Great Expectations)
- 2013: Die Liebe seines Lebens (The Railway Man)
- 2014: The Reach: In der Schusslinie (Beyond the Reach)
- 2014: Die Frau in Schwarz 2: Engel des Todes (The Woman in Black: Angel Of Death)
- 2015: Zorniges Land (The World Made Straight)
- 2015: Stonewall
- 2015: The Bad Education Movie
- 2016: Der wunderbare Garten der Bella Brown (This Beautiful Fantastic)
- 2016: Fallen – Engelsnacht (Fallen)
- 2018: Mamma Mia! Here We Go Again
- 2018: Billionaire Boys Club
- 2019: Paradise Hills
- 2019: The Professor and the Madman
- 2019: Treadstone (Fernsehserie, 8 Folgen)
- 2019: The Last Full Measure – Keiner bleibt zurück (The Last Full Measure)
- 2021: Benediction
- 2023: Baghead